# 앙블리
앙블리(프랑스어: Amblie)는 프랑스 북서부 노르망디 레지옹의 칼바도스 데파르트망에 있던 옛 코뮌이다. 2017년 1월 1일, 새로운 코뮌인 퐁쉬르쇠유로 통합되었다.

## 지리

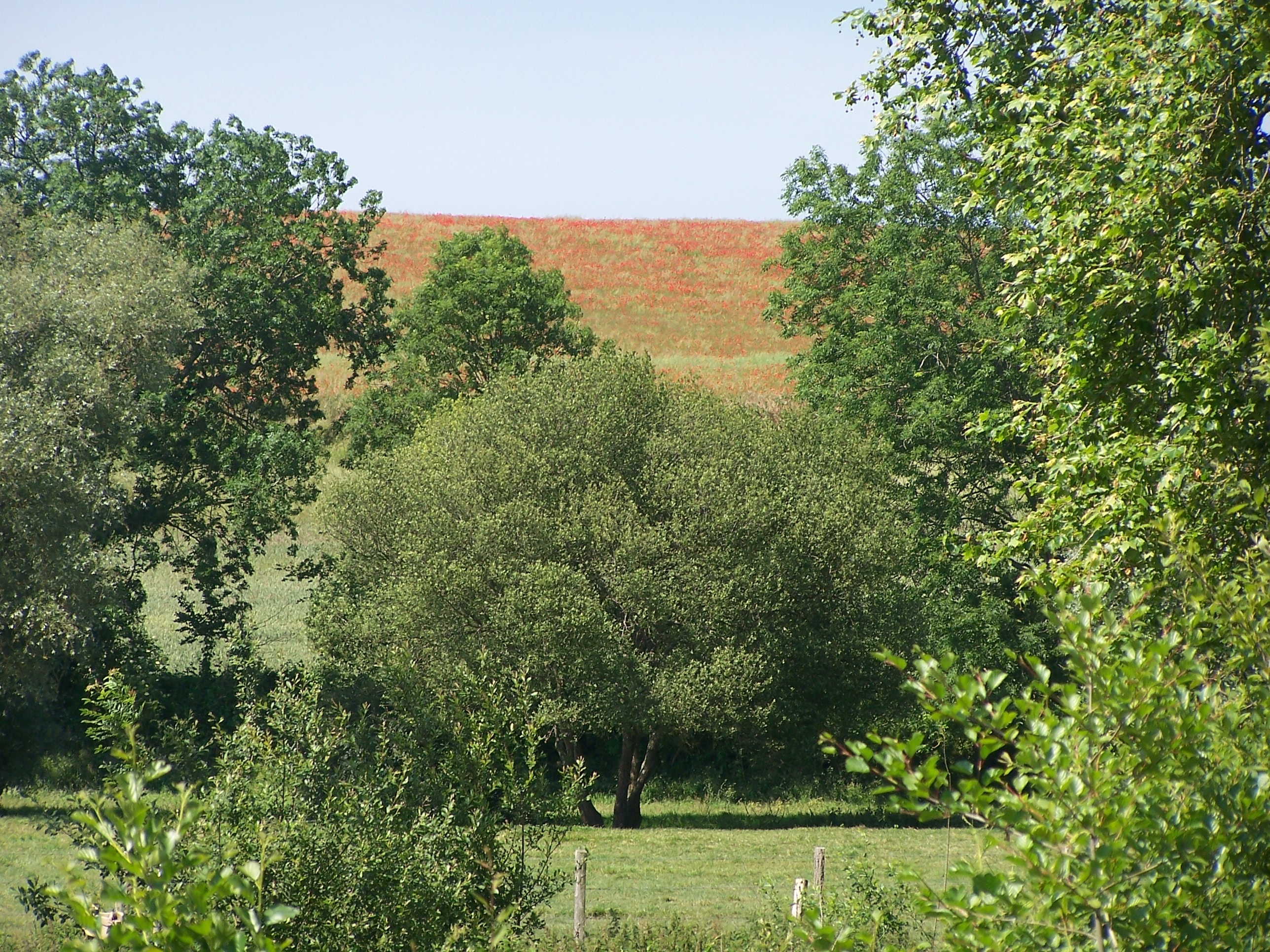
경마장에서 바라본 쇠유 계곡의 모습.

앙블리는 캉에서 북서쪽으로 약 17km, 바이외에서 북동쪽으로 15km, 제2차 세계 대전 노르망디 상륙 해변에서 5km 떨어져 있다. 튀에와 쇠유 계곡 사이에 위치하며 캉 평원과 멀지 않다.
캉에서 오는 D22 도로를 통해 접근할 수 있으며, 이 도로는 코뮌 남쪽을 지나 크뢰이까지 이어진다. 마을 접근은 북동쪽의 르비에르에서 오는 D35 도로를 통해 이루어지며, 이 도로는 마을을 지나 남서쪽으로 생가브리엘브레시까지 이어진다. 마을 외에도 르부드오와 레플랑슈라는 작은 마을들이 있다. 서쪽의 숲과 여기저기 흩어져 있는 작은 숲 외에는 코뮌 전체가 농지이다.
쇠유강은 코뮌의 북쪽 경계를 이루며 동쪽으로 흐르다가 북쪽으로 방향을 틀어 쿠르셀쉬르메르에서 바다와 만난다. 튀에강은 남쪽에서 마을을 가로질러 흐르다가 쇠유강과 합류한다. 코뮌의 범람원(초원과 습지), 완만한 경사면, 그리고 농업 평야는 풍부한 농업 생산량을 제공한다.

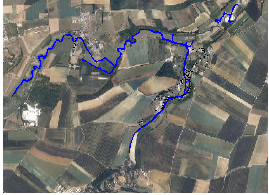
위성으로 본 앙블리와 그 수로: 왼쪽 아래 흰색 점은 앙블리 오리발 채석장이며, 쇠유강은 왼쪽에, 튀에강은 조금 더 오른쪽에 있다.

## 지명
이름의 유래는 '두 강'을 뜻하는 라틴어 Ambo Amnes에서 유래한 Amblia일 수 있다.

## 역사
방앗간 길에 위치한 이 작은 마을의 기원은 불확실하다. 그러나 고대까지 거슬러 올라가는 인간의 흔적에서 알 수 있듯이 인간의 존재는 오래되었다. 수세기 동안 이 영토는 봉부아르의 아샤르 가문과 뒤뷔송 드 쿠르송 백작의 주목할 만한 구성원들을 통해 프랑스 귀족과 연결되었다. 19세기에는 주로 여성을 고용하는 섬유 산업이 발전했다. 튀에 강을 따라 설립된 물레방아는 1945년까지 가동되었으며 섬유용 실과 곡물을 처리했다. 이 마을은 다른 많은 마을과 마찬가지로 20세기 초부터 인구 감소로 심각한 고통을 겪었다. 제1차 세계 대전 이후 벨기에 농부들이 이 영토에 정착했다. 상륙 해변에 매우 가까웠음에도 불구하고 제2차 세계 대전 동안 피해를 입지 않은 이 마을은 수천 명의 부상당한 난민을 위한 피난처를 마련하여 캉을 도왔다. 캉의 영향권에 통합된 이 코뮌은 다시 대도시로의 농촌 인구 유출을 겪었다.
1944년 6월 29일, 앙블리 근처 제1캐나다군 본부 상공에 캐나다 적기가 게양되었다. 역사상 처음으로 캐나다군은 자체 깃발 아래에서 싸우고 있었다.
이 의식은 주노 해변 센터에 묘사되어 있으며, 그곳에는 캐나다 적기가 전시되어 있다. 적기 왼쪽 상단에는 세인트 조지, 세인트 패트릭, 세인트 앤드루의 십자가를 겹쳐 놓은 영국 국기인 유니언 잭이 있다. 적기에는 조지 5세가 1924년에 만든 캐나다 국장 방패가 새겨져 있다. 적기는 1965년까지 캐나다의 국기로 남아 있었다. 그 후에는 빨간색과 흰색 단풍잎 국기로 교체되었다.

## 행정
역대 시장 목록
| 임기 시작 | 임기 종료 | 이름            | 정당   | 직위      |
| --------- | --------- | --------------- | ------ | --------- |
| 1983      | 2014      | 장피에르 라비스 | 사회당 | 총괄 고문 |
| 2014      | 2017      | 이브 보두앵     |        |           |

## 인구 통계
이 코뮌의 주민들은 프랑스어로 앙블리에 또는 앙블리에스, 또는 앙블리주아 또는 앙블리주아스라고 불린다.
| 연도 | 인구 | ±% p.a. |
| ---- | ---- | ------- |
| 1793 | 607  | —       |
| 1800 | 583  | −0.57%  |
| 1806 | 686  | +2.75%  |
| 1821 | 611  | −0.77%  |
| 1831 | 625  | +0.23%  |
| 1836 | 660  | +1.10%  |
| 1841 | 656  | −0.12%  |
| 1846 | 663  | +0.21%  |
| 1851 | 670  | +0.21%  |
| 1856 | 653  | −0.51%  |
| 1861 | 589  | −2.04%  |
| 1866 | 573  | −0.55%  |
| 1872 | 492  | −2.51%  |
| 1876 | 474  | −0.93%  |
| 1881 | 449  | −1.08%  |
| 1886 | 428  | −0.95%  |
| 1891 | 337  | −4.67%  |
| 1896 | 304  | −2.04%  |

| 연도 | 인구 | ±% p.a. |
| ---- | ---- | ------- |
| 1901 | 295  | −0.60%  |
| 1906 | 310  | +1.00%  |
| 1911 | 290  | −1.32%  |
| 1921 | 235  | −2.08%  |
| 1926 | 259  | +1.96%  |
| 1931 | 230  | −2.35%  |
| 1936 | 230  | +0.00%  |
| 1946 | 264  | +1.39%  |
| 1954 | 305  | +1.82%  |
| 1962 | 318  | +0.52%  |
| 1968 | 267  | −2.87%  |
| 1975 | 266  | −0.05%  |
| 1982 | 276  | +0.53%  |
| 1990 | 258  | −0.84%  |
| 1999 | 292  | +1.38%  |
| 2007 | 264  | −1.25%  |
| 2012 | 272  | +0.60%  |

## 문화유산

### 민간 유산
- 플랑슈 성(1785)틀:Mérimée Icon은 역사 기념물로 등재되어 있다.[9] 16세기에는 이 지역이 플랑슈 가문에 속했다. 1738년에 결혼을 통해 뒤뷔송 드 쿠르송 가문으로 넘어갔다. 1785년부터 1789년까지(굴뚝에 새겨진 연도) 니콜라 뒤뷔송 드 쿠르송이 낡은 건물을 대체하기 위해 이 성을 지었다. 단순하게 장식된 새 건물은 각 측면에 삼각형 박공이 있는 중앙 건물로 구성되었고, 양쪽에 두 개의 별채가 있다.
- 아샤르 드 봉부아르 가문의 성. 본채는 1792년에 지어졌고 19세기 중반에는 크뢰이 석회석으로 지어졌다. 이 건물은 윌리엄 1세의 동시대 인물인 아샤르의 후손들이 소유하고 있다. 큰 공원에 둘러싸인 이 성은 삼각형 박공으로 덮인 중앙 별채와 앞쪽에 두 개의 날개로 구성되어 있다. 제2차 세계 대전 동안 이 건물에는 캉 시에서 온 수천 명의 부상자들을 수용하기 위한 수용소가 있었다.
- 코뮌에는 두 개의 요새화된 농장이 있다:
  - 16세기 양식의 부르그 농장, 일명 "피케". 이 농장은 19세기와 20세기에 대대적으로 재건축되었다.
  - 13세기, 14세기, 18세기, 19세기의 옛 르발루아 농장은 안뜰, 비둘기집, 마구간, 빵집, 곡물 창고, 마차 보관소, 주요 현관은 1739년, 이전에는 봉부아르 성을 마주보고 있던 밭으로 이어지는 현관은 1710년에 지어진 두 개의 현관을 갖춘 전형적인 노르만 농가이다. 본채에는 서쪽 박공에 있는 13세기와 14세기의 두 개의 우물 스타일 싱크대와 나선형 계단이 있는 탑과 같은 건축적 특징의 흔적이 남아 있다. 이 탑은 한때 19세기에 크게 변형된 장원 저택의 일부였다. 본채 북쪽에는 튀에강과 쇠유강이 있으며, 두 개의 물레방아가 있던 포르테 방앗간 근처에 있다. 노르망디 상륙 당시 이 방앗간에는 해리 크레러 장군이 지휘하는 제1캐나다군 본부가 있었다.
  - 19세기의 샤토 농장은 피케 발레랑드 농장으로 불린다. 메인 앙주 양식으로 인해 이 지역의 건축적 랜드마크가 되었다.
- 코뮌 내 여러 방앗간 (물레방아는 없음). 방앗간 길에 위치하며, 19세기에는 마을에 튀에 강을 따라 12개의 방앗간이 분포되어 있었다. 이 시설들은 산업에서 중요한 역할을 했으며, 주로 이 지역의 곡물 방앗간이나 퀼리와 같이 직물을 압착하는 곳이었다.
- 쇠유 강과 튀에 강 계곡 (코뮌 경계를 이루는 두 강).
- 마레트 자연 정원: 채소밭 재배를 위한 협력 학습 정원.
- 봉부아르 가문의 성 근처에 있는 옛 압착기. 중세 양식의 건물로 대략 15세기 또는 16세기 또는 그 이전으로 거슬러 올라가며 한때 마을의 압착기였다. 사과주 탑과 와인 프레스를 여전히 볼 수 있다.
- 옛 보행자 다리(1743년)는 크뢰이 석회암으로 만들어졌다 (300X200X400). 마지막 앙블리 방앗간 바로 뒤에 위치한 이 다리는 쇠유 강을 가로지른다. 강 건너편의 두 번째 강줄기는 도보교로 건넌다. 이 다리는 강 건너편에서 방목하는 소들이 사용했다. 이 사용으로 인해 손상된 후 가축 통행을 위한 하류에 얕은 여울이 건설된 후 복원되었다.
- 오리발 석재 채석장 (메로빙거). 이 노천 채석장에서는 오리발 채석장 타일이라고 불리는 석재가 채굴된다. 이 석재는 입자가 매우 거칠고 캉 석재보다 서리에 강하다. 메로빙거 시대 지층의 채석은 여러 코뮌에 경제적으로 중요했다. 고대 석회 가마의 흔적이 이를 증명한다. 11세기와 12세기에는 오리발 채석장 타일이 바이외 대성당과 같은 기념물 건설에 사용되었다. 이 채석장은 1692년에 페캉 수도원의 토지 임대료에서 처음 언급되었다. 19세기부터 21세기까지 석재가 지속적으로 채굴되었으며 먼 거리까지 수출되고 있다.
- 플랑슈의 선돌.

### 종교 유산
- 교회(13세기)틀:Mérimée Icon는 역사 기념물로 등록되어 있다.[10] 이 교회는 많은 재건축의 흔적을 담고 있다. 12세기의 로마네스크 양식의 본당은 둥근 홈 장식에서 알 수 있듯이 하나의 통로를 유지하고 있다. 서쪽 파사드는 13세기에 다시 만들어졌다. 19세기에는 내진과 본당을 분리하는 아치웨이를 기반으로 한 16세기의 작은 첨탑을 탑이 대체했다. 초기 돔형 내진은 부분적으로 재작업되었고 측면 예배당은 제거되었다. 북쪽 통로의 5개의 아치형 입구만이 로마네스크 양식이다. 일부 조각상들은 기이한 인물들이다. 예를 들어, 지나치게 큰 남성 머리나 신비한 동물에게 물리는 사람들은 로마네스크 양식의 전형적인 작업장 농담의 결과이다. 서쪽 파사드의 포털은 13세기 것이다. 원환체로 둘러싸여 있으며 고리로 장식되어 있다. 이 모티프의 존재는 프랑스에서 매우 드물다.

### 사진 갤러리

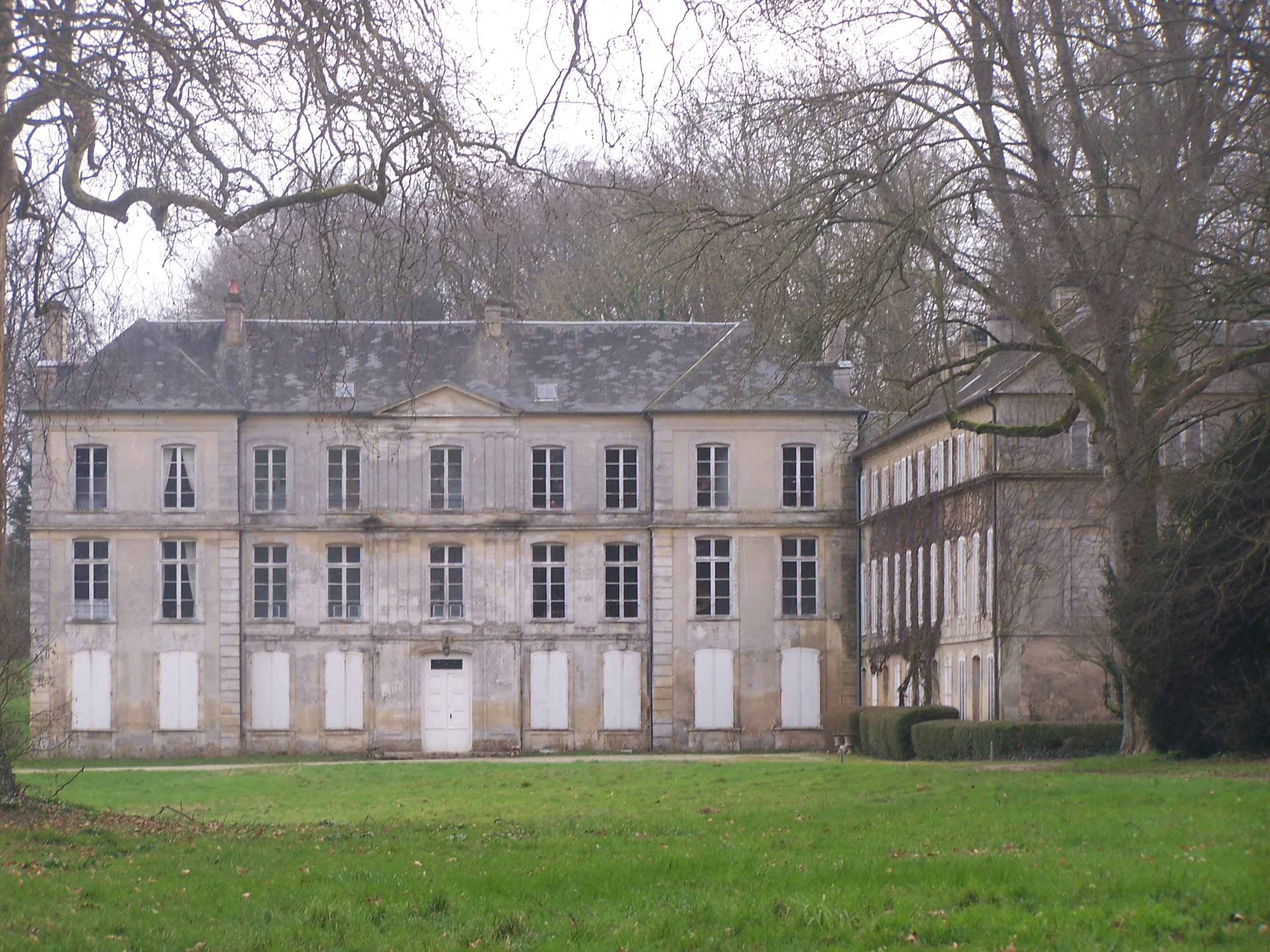
봉부아르 성
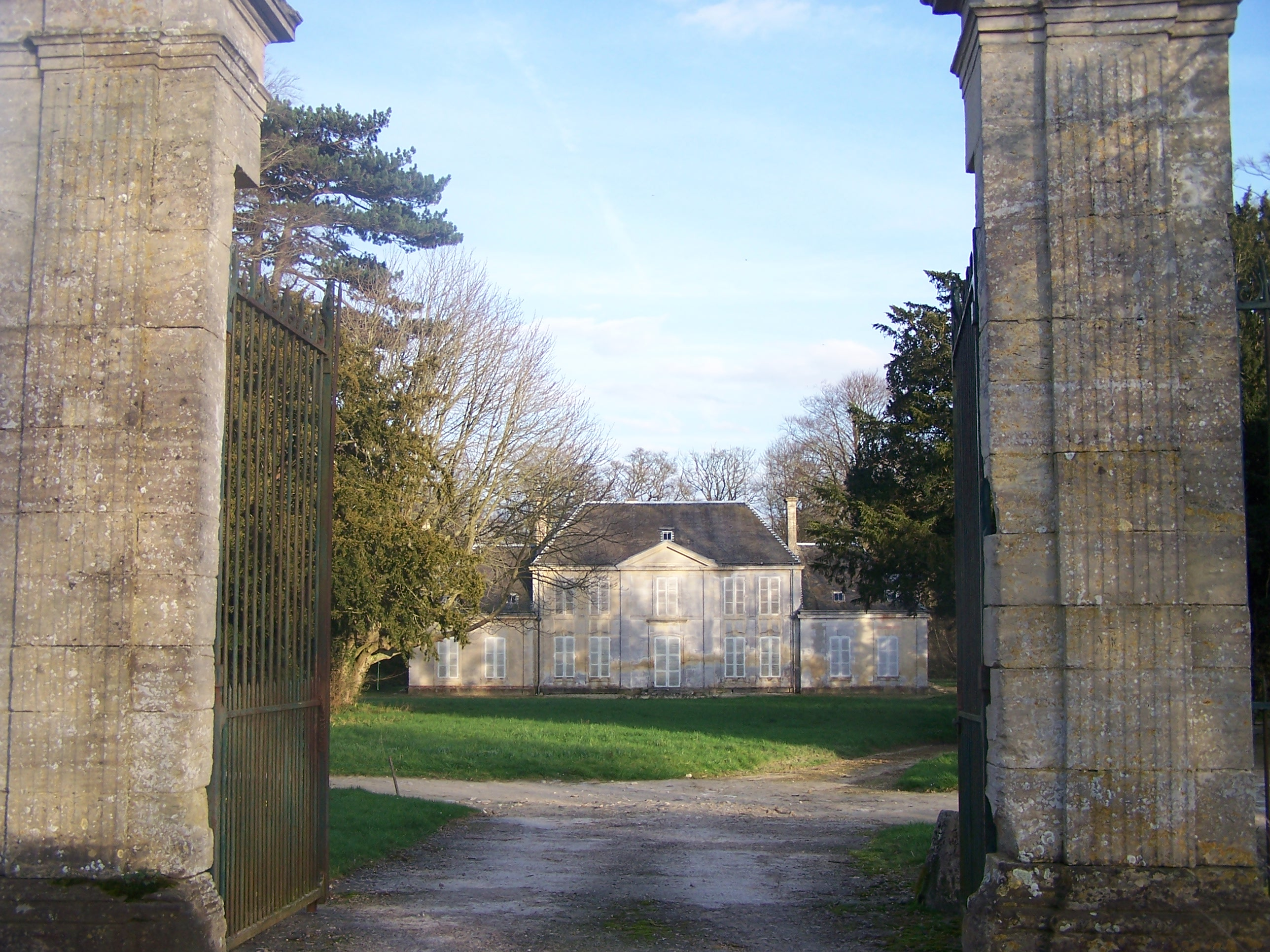
뒤뷔송 드 쿠르송 가문의 플랑슈 성
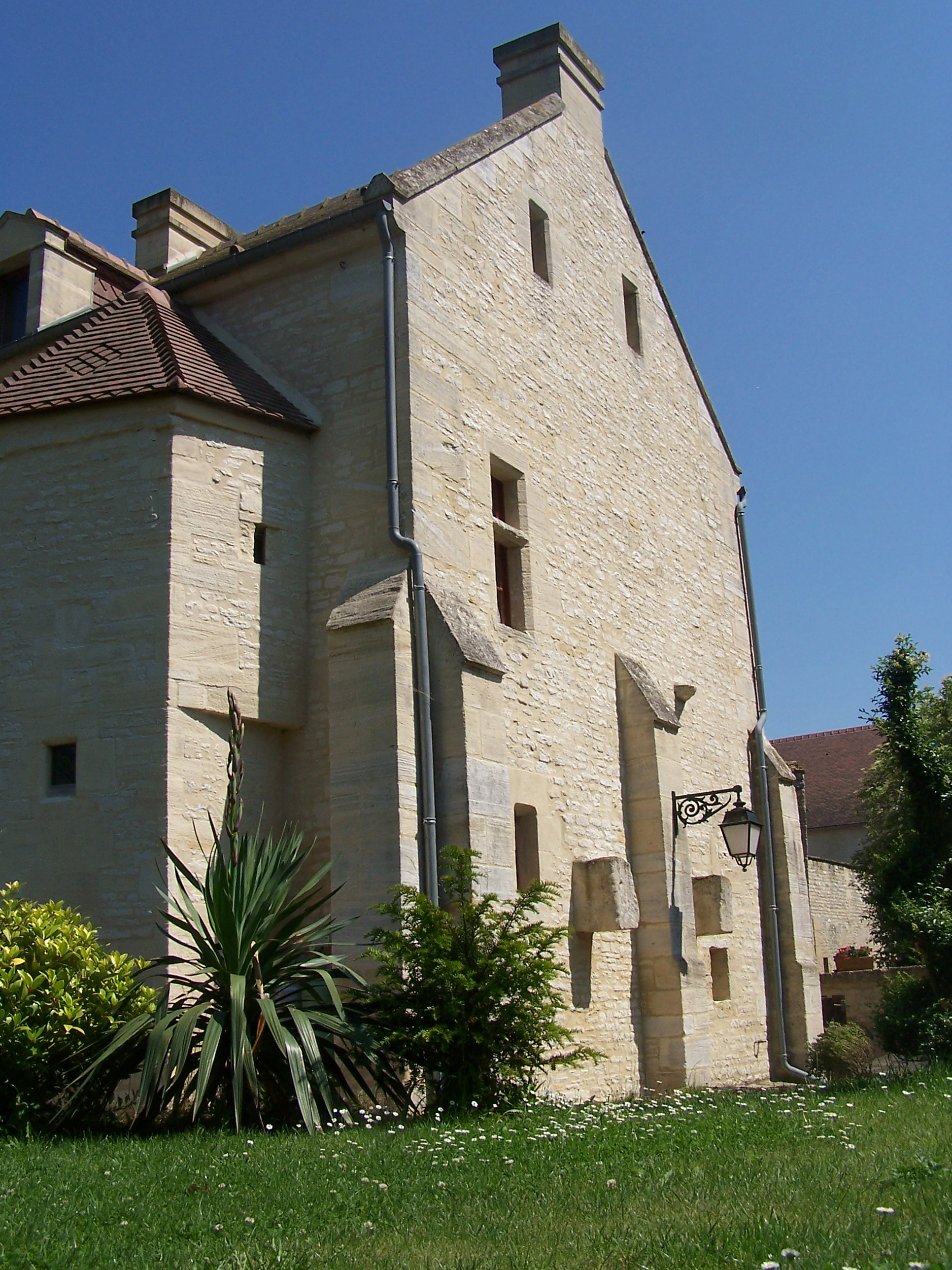
앙블리 장원 저택의 서쪽 박공 끝
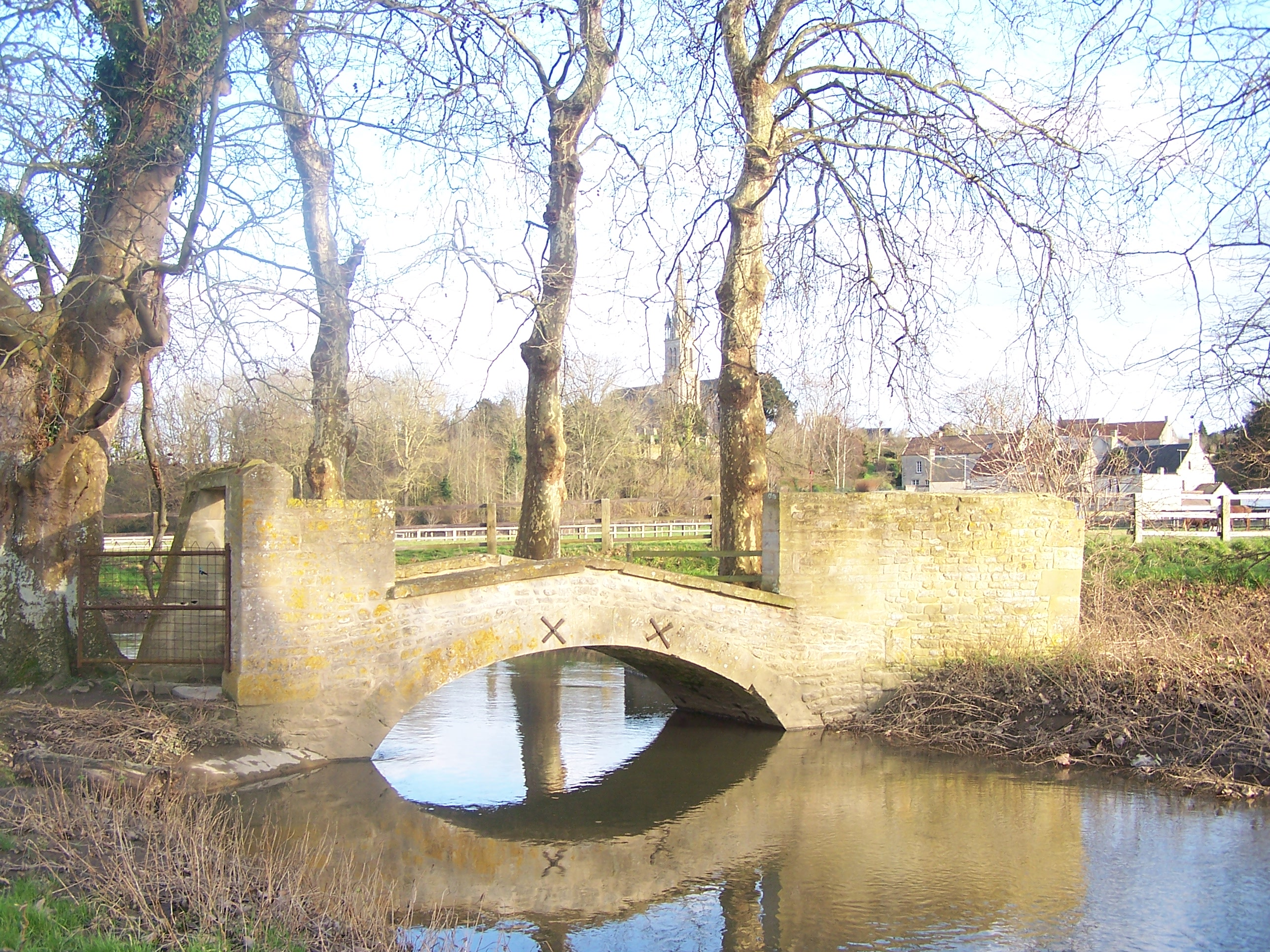
쇠유 강을 따라 보이는 풍경
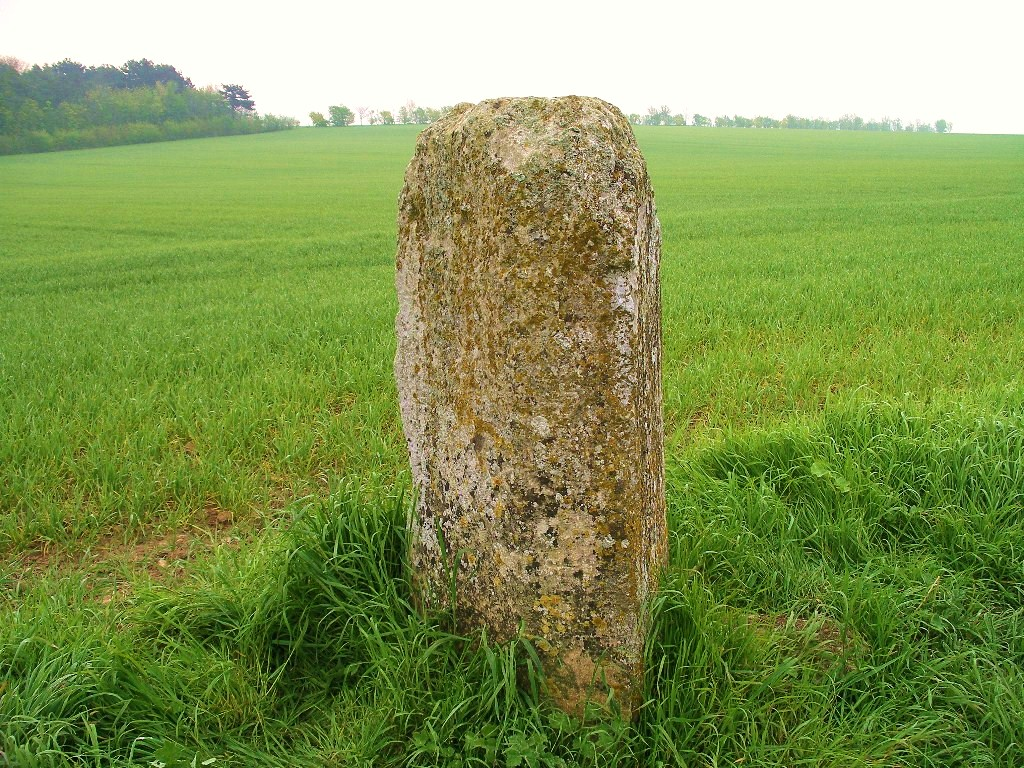
선돌
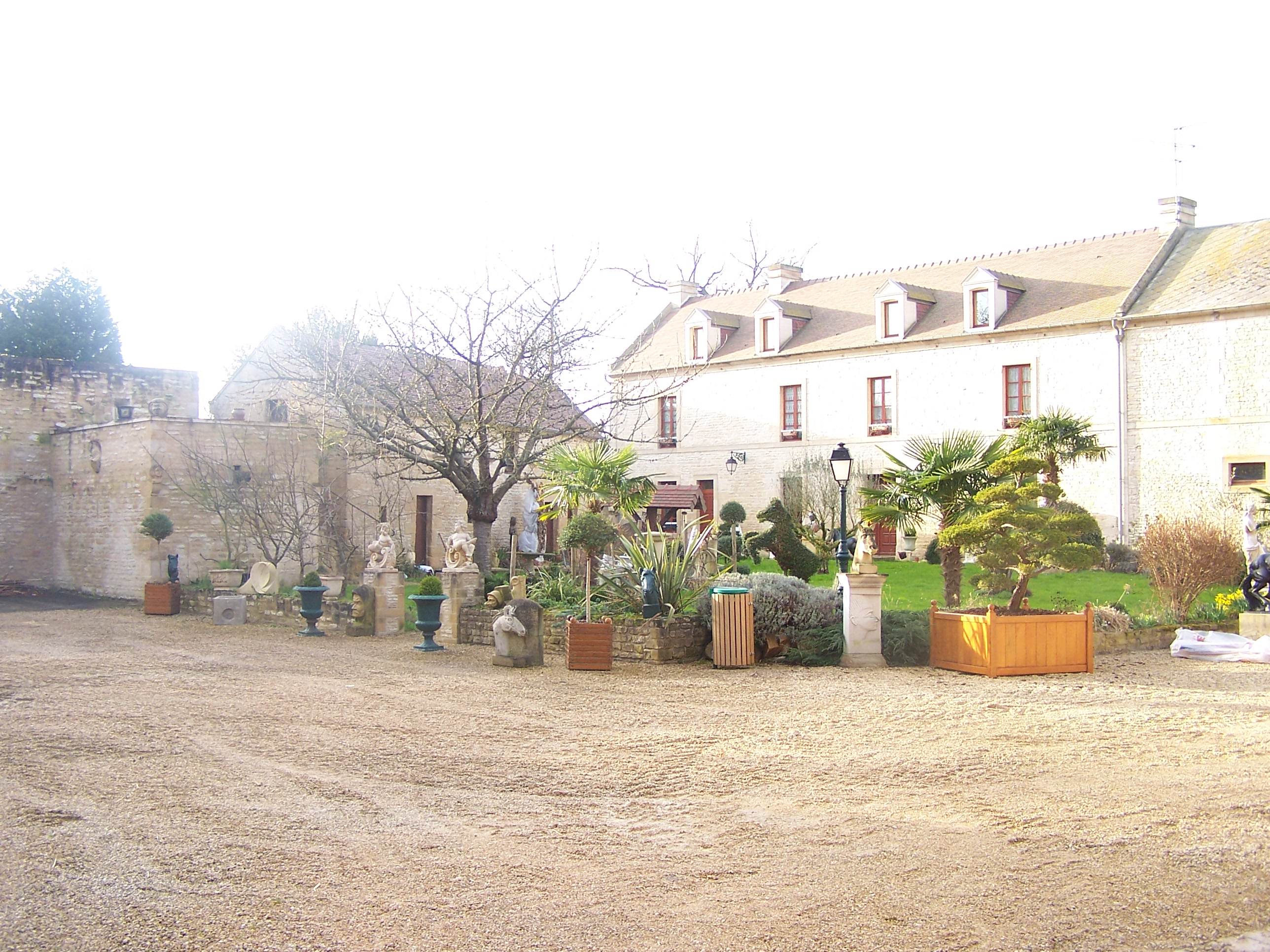
르발루아 농장
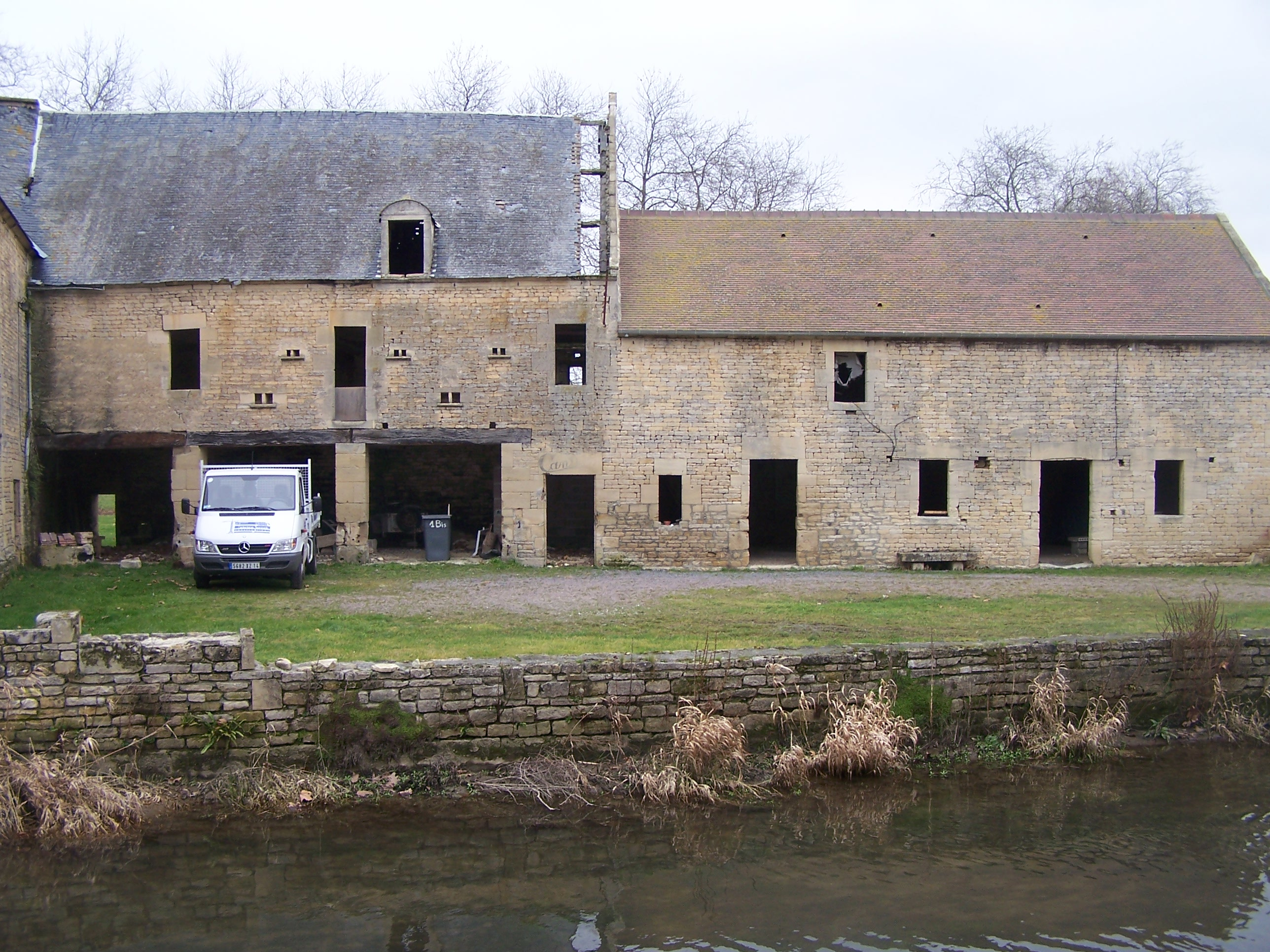
옛 방앗간: 과거 캐나다인을 위한 식당
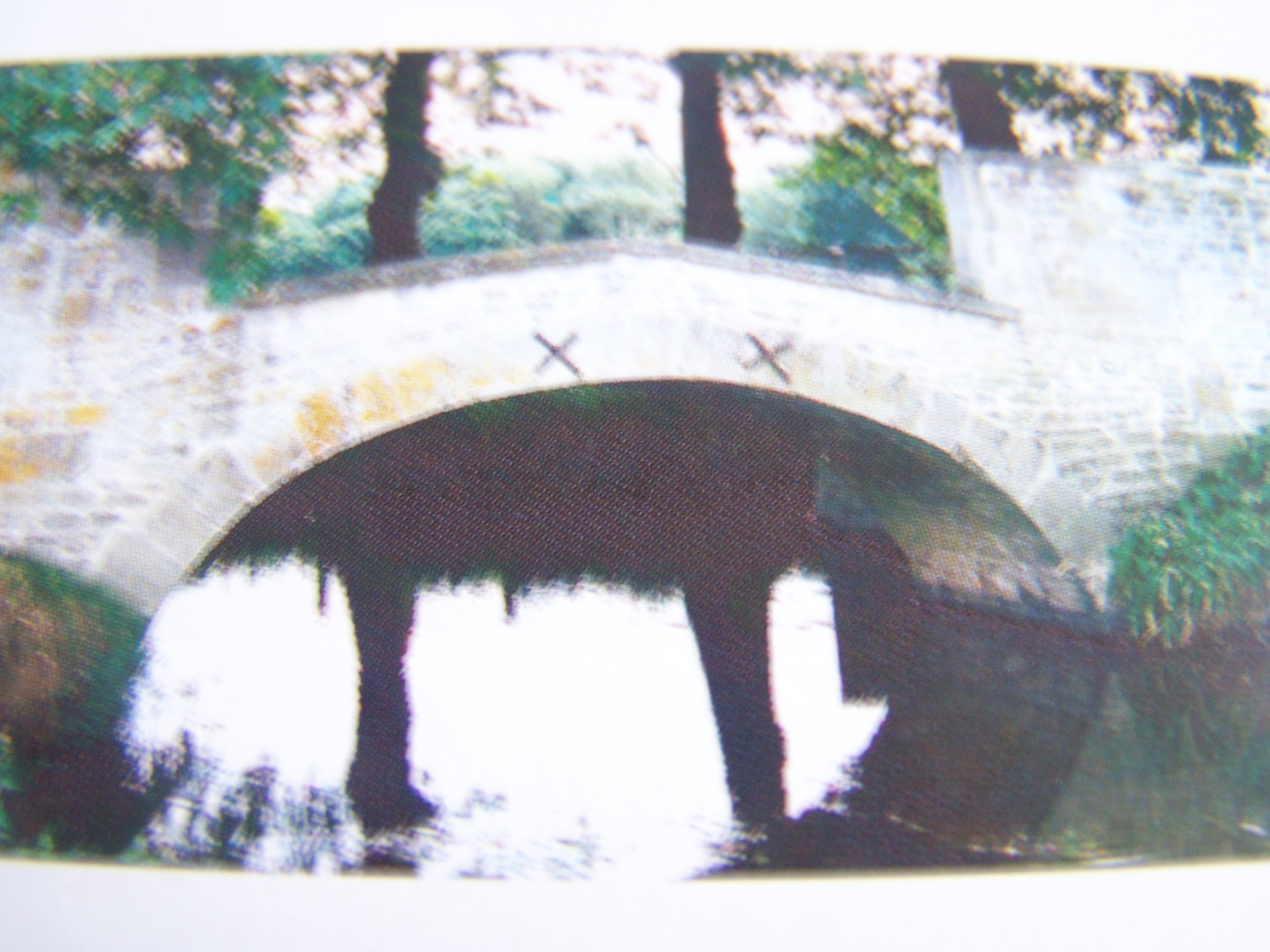
옛 크뢰이 석회암 보행교
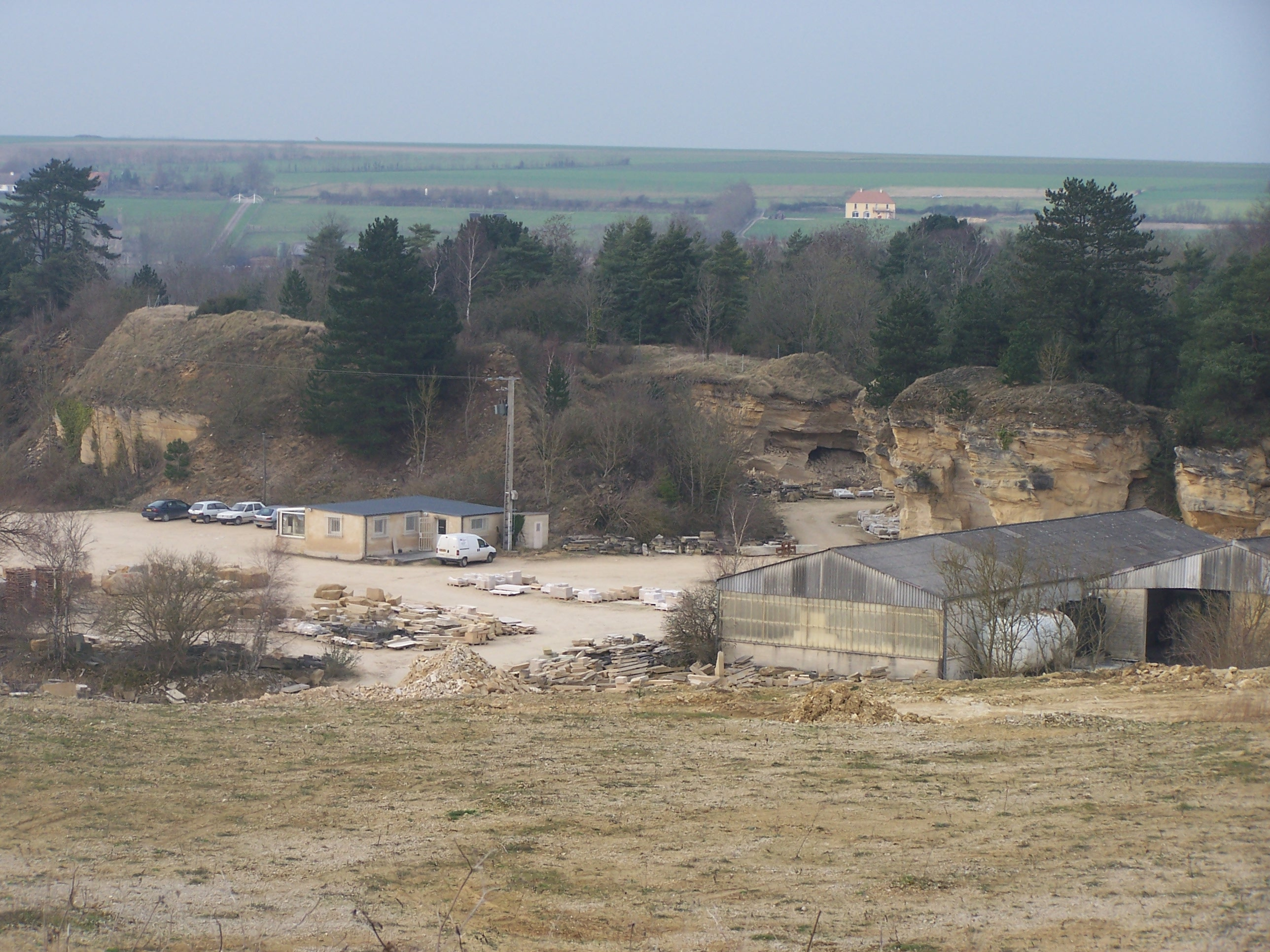
채석장

## 코뮌과 관련된 주요 인물
- 해리 크레러 (1888-1965), 캐나다 장군이자 제2차 세계 대전 동안 캐나다의 "지상군 사령관". 그는 1944년 6월 18일 앙블리에 본부를 두었다.

## 같이 보기
- 칼바도스주의 코뮌 목록